# Dům U Zlaté studně (Karlova)
Dům U Zlaté studně, někdy zvaný U Červené sesle, je dům čp. 175 na Starém Městě v Praze na nároží ulic Seminářské (č. 2) a Karlovy (č. 3), v blízkosti Klementina.

## Historie
Na místě dnešního vrcholně barokního domu s klasicistními prvky stával románský objekt, jehož zdivo s klenbou se dochovaly ve sklepě při Seminářské ulici v návaznosti na dům čp.177/I. První písemná zpráva o domě je ale až z roku 1354, kdy jej nožíř Václav Muldorfer koupil od Mikuláše Znojemského. Dům byl v době gotické upravován a náměstíčko kolem něj se nazývalo Nožířský plácek (latinsky Platea cultellatorum). Také v 15. století se zde vystřídalo několik nožířů a dva mečíři. Dům již tehdy byl rohový a stál proti zahradě kostela sv. Klimenta, která dosahoval přibližně k jihozápadní fasádě dosud neexistujícího Klementina. Jeho centrální polohu vyjadřovalo domovní znamení Uprostřed kola.
Na počátku 17. století byl dům pravděpodobně pravděpodobně radikálně přestavěn v pozdně renesančním duchu (což dokládá málo zachovalých gotických prvků). Počátkem 18. století byl dům spojen (dodnes rozpoznatelně) se sousedním malým domem gotického původu (v průběhu 17. století barokně přestavěným) v Seminářské ulici a po roce 1769 bylo přistavěno 3. patro. V 80. letech 20. století byl dům výrazně upravován, z původní stavby zbyla jen část obvodového zdiva a interiéry do úrovně prvního patra. Ve sklepních prostorách, v přízemí a v prvním patře jsou valené klenby.

## Popis
Fasáda je zdobena štukovými reliéfy Jana Oldřicha Mayera z roku 1713. Jsou umístěny ve třech etážích. Uprostřed, pod sdruženým oknem v druhém patře, je ve zlaceném medailonu Palladium země české, tj. polofigura Panny Marie Staroboleslavské s Ježíškem na osmicípé hvězdě podložené kruhem. Nad hvězdou dvojice andělů nese korunu, pod hvězdou je po stranách dvojice korunovaných českých lvů. Vlevo stojí svatý Václav, vpravo ještě nesvatořečený Jan Nepomucký. Kolem oken v prvním patře je dvojicemorových patronů, (vlevo sv. Šebestián, vpravo sv. Roch) a ve třetím patře jezuitští patroni (vlevo asi sv. Ignác a vpravo sv. František Xaverský nebo František Borgia). Nad oknem ve třetím patře je reliéf ležící morové patronky svaté Rozálie.
Dnes v domě sídlí hotel Aurus.

## Galerie

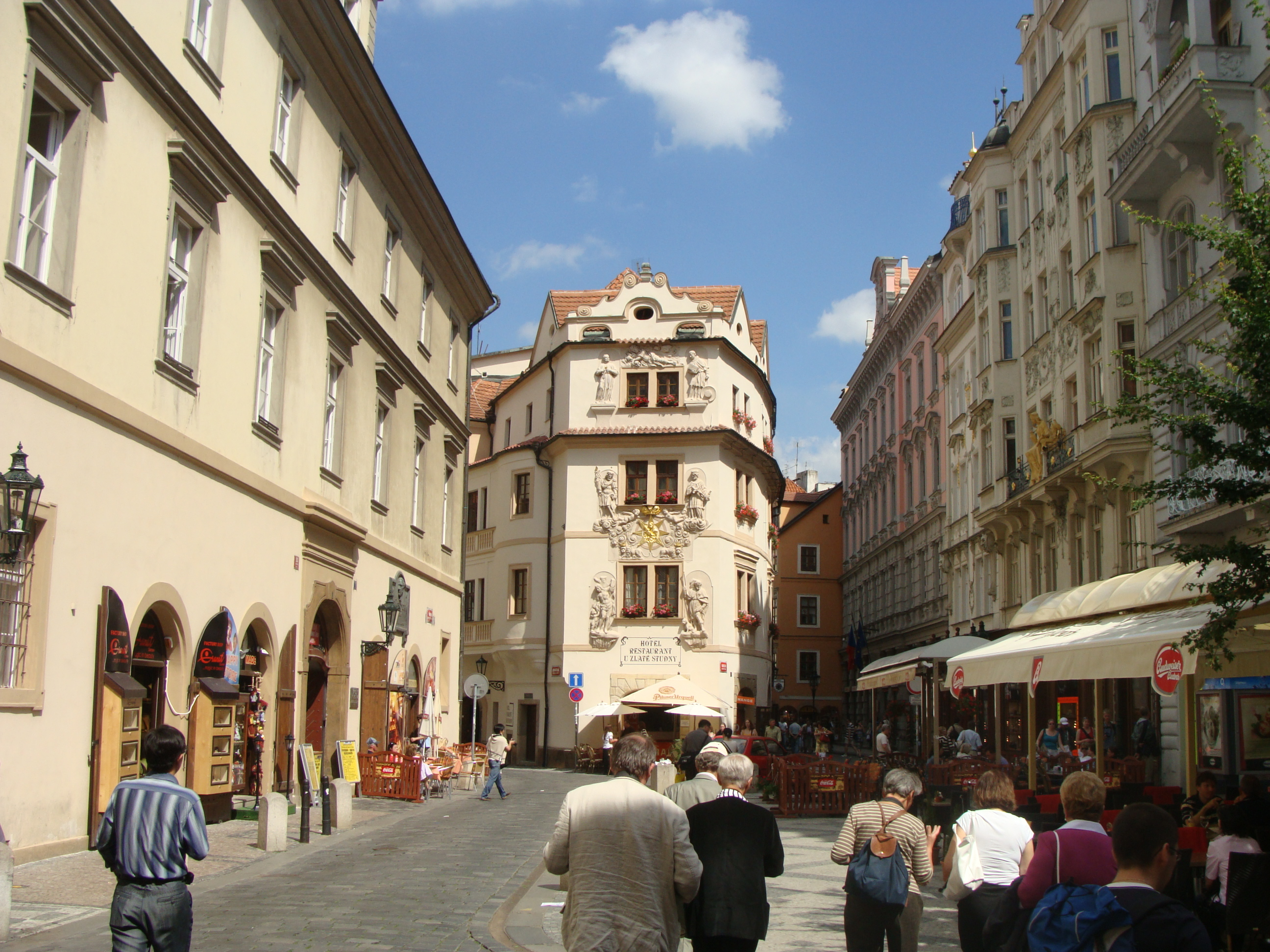
Dům U Zlaté studně (vzadu uprostřed)
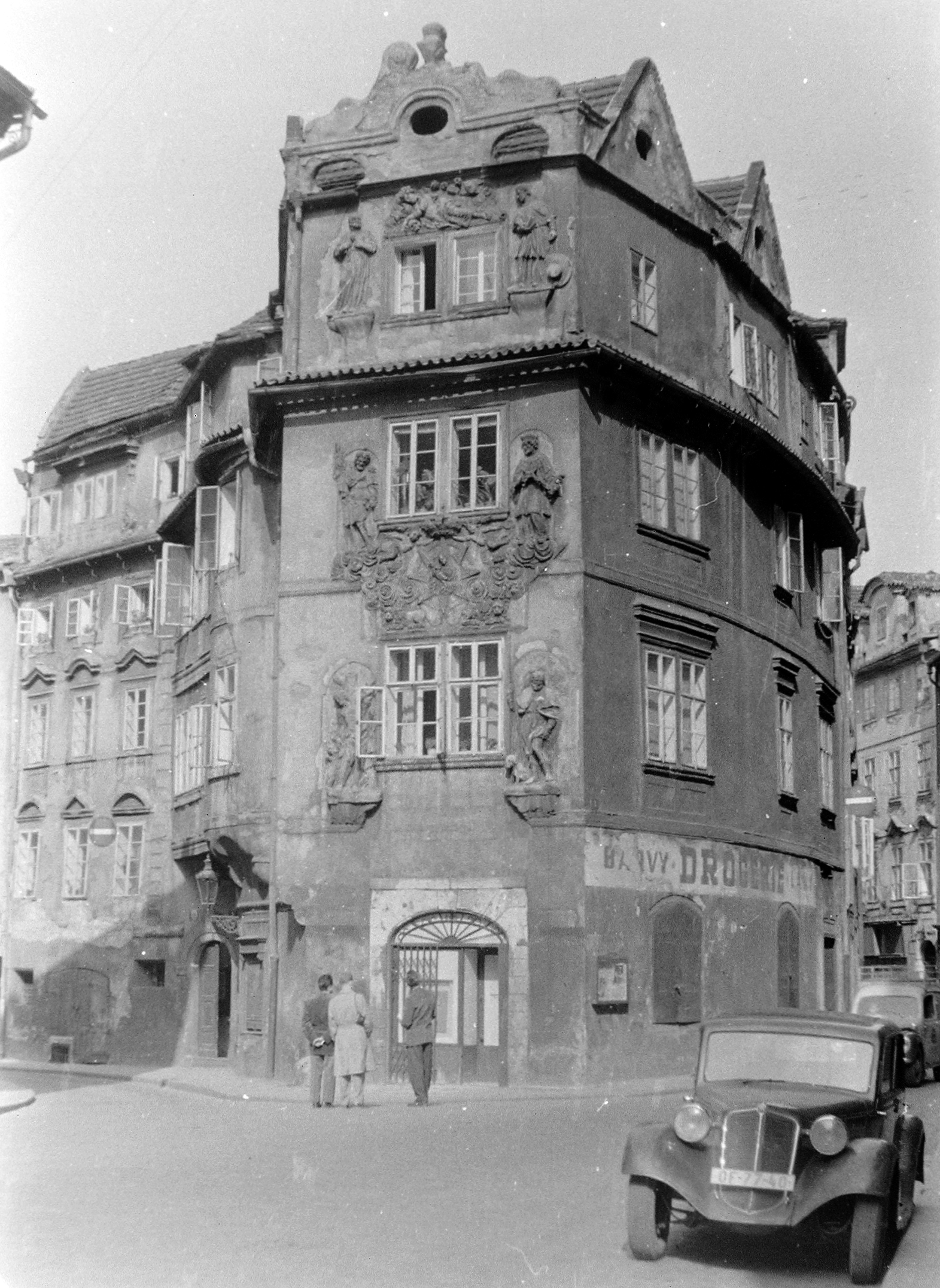
snímek z roku 1955
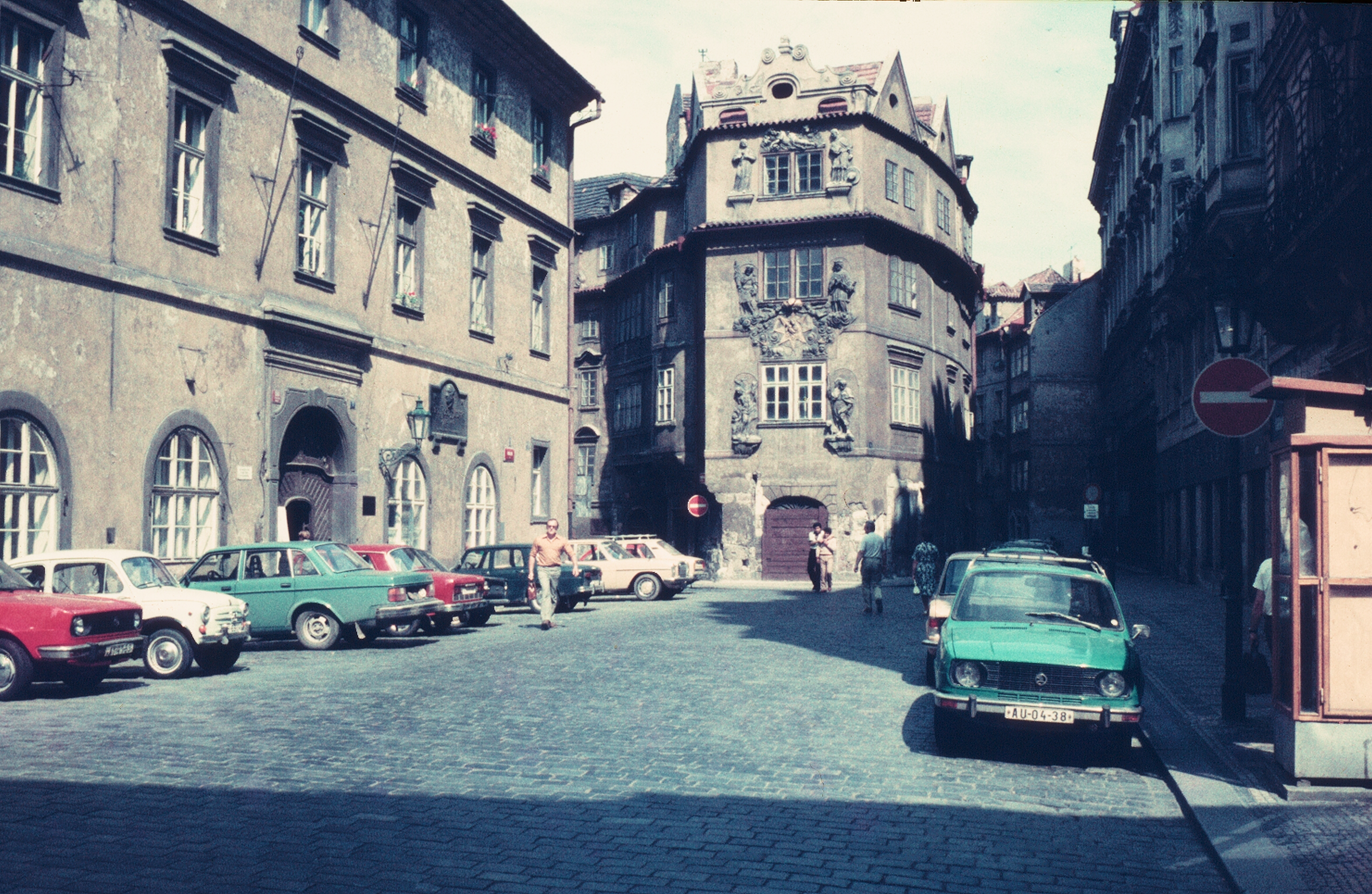
Dům u Zlaté studně (kolem roku 1980)